# Athyrium sledgei
Athyrium sledgei är en majbräkenväxtart som beskrevs av Fraser-jenk. Athyrium sledgei ingår i släktet Athyrium och familjen Athyriaceae. Inga underarter finns listade.